# Risque de solvabilité
Le risque de solvabilité est le risque qu'un débiteur soit incapable de payer sa dette. Il est l'élément essentiel du risque de crédit, l'autre risque étant celui que le débiteur refuse de payer . 
Il ne doit pas être confondu avec le risque de liquidité, où le débiteur peut avoir des actifs mais "illiquides" (impossibilité de les vendre par exemple).